# Nogueira do Cravo (Oliveira de Azeméis)
Nogueira do Cravo é uma vila que foi sede da extinta Freguesia de Nogueira do Cravo do Município de Oliveira de Azeméis, freguesia que tinha 4,90 km² de área e 2 895 habitantes (2011), tendo, assim, uma densidade populacional de 570,4 hab/km².
A Freguesia de Nogueira do Cravo foi extinta em 2013, no âmbito de uma reforma administrativa nacional, tendo sido agregada à freguesia de Pindelo, para formar uma nova freguesia denominada União das Freguesias de Nogueira do Cravo e Pindelo.
A povoação de Nogueira do Cravo foi elevada à categoria de vila em 1995.
Esta localidade dispõe de uma farmácia (Farmácia Conceição) e centro de saúde.

## População
| População da freguesia de Nogeira do Cravo (1864 – 2011) | População da freguesia de Nogeira do Cravo (1864 – 2011) | População da freguesia de Nogeira do Cravo (1864 – 2011) | População da freguesia de Nogeira do Cravo (1864 – 2011) | População da freguesia de Nogeira do Cravo (1864 – 2011) | População da freguesia de Nogeira do Cravo (1864 – 2011) | População da freguesia de Nogeira do Cravo (1864 – 2011) | População da freguesia de Nogeira do Cravo (1864 – 2011) | População da freguesia de Nogeira do Cravo (1864 – 2011) | População da freguesia de Nogeira do Cravo (1864 – 2011) | População da freguesia de Nogeira do Cravo (1864 – 2011) | População da freguesia de Nogeira do Cravo (1864 – 2011) | População da freguesia de Nogeira do Cravo (1864 – 2011) | População da freguesia de Nogeira do Cravo (1864 – 2011) | População da freguesia de Nogeira do Cravo (1864 – 2011) |
| -------------------------------------------------------- | -------------------------------------------------------- | -------------------------------------------------------- | -------------------------------------------------------- | -------------------------------------------------------- | -------------------------------------------------------- | -------------------------------------------------------- | -------------------------------------------------------- | -------------------------------------------------------- | -------------------------------------------------------- | -------------------------------------------------------- | -------------------------------------------------------- | -------------------------------------------------------- | -------------------------------------------------------- | -------------------------------------------------------- |
| 1864                                                     | 1878                                                     | 1890                                                     | 1900                                                     | 1911                                                     | 1920                                                     | 1930                                                     | 1940                                                     | 1950                                                     | 1960                                                     | 1970                                                     | 1981                                                     | 1991                                                     | 2001                                                     | 2011                                                     |
| 479                                                      | 462                                                      | 498                                                      | 712                                                      | 802                                                      | 895                                                      | 957                                                      | 1.162                                                    | 1.267                                                    | 1.687                                                    | 2.149                                                    | 2.523                                                    | 2.681                                                    | 2.852                                                    | 2.795                                                    |

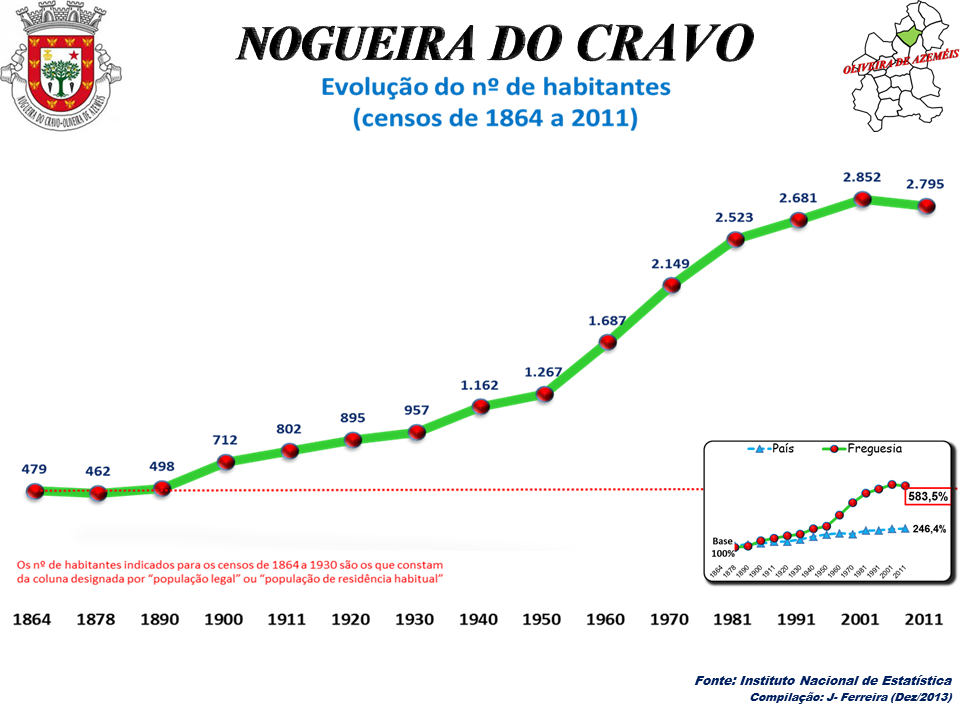
Evolução da População 1864 / 2011
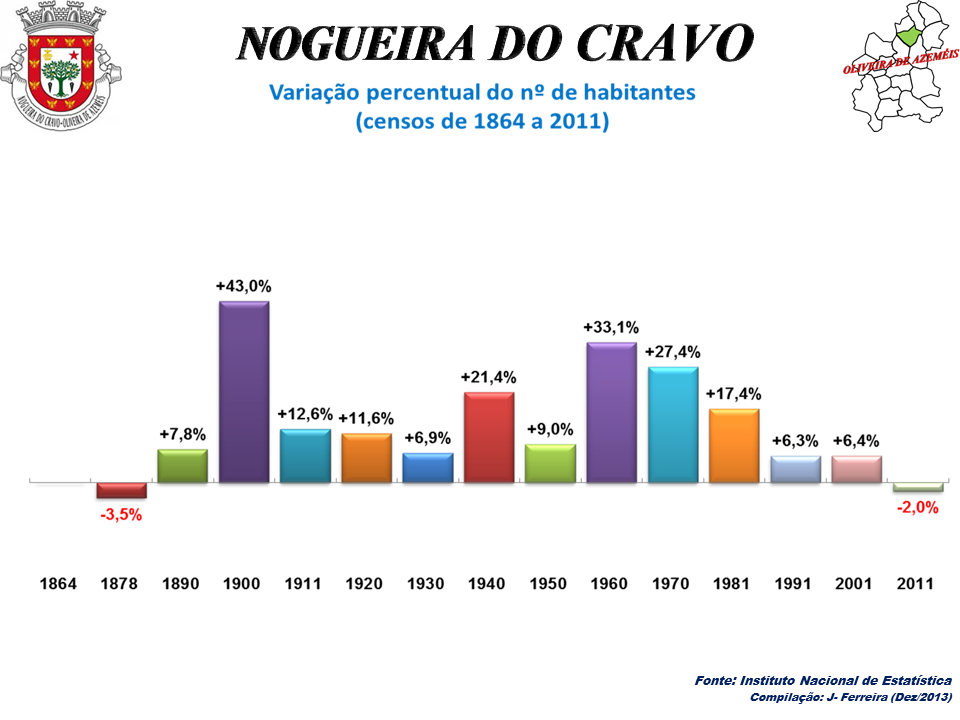
Variação da População 1864 / 2011

## Património
- Igreja Matriz de Nogueira do Cravo
- Capela de Santo Antão
- Capela de Nossa Senhora dos Prazeres
- Minas do Pintor
- Cruzeiro no terreiro da feira
- Casa dos Arcos
- Ponte
- Vestígios arqueológicos
- Calçada do Arco
- Moinhos do Vale de Dom Pedro

## Desporto
- Real Clube Nogueirense
- A Noz